# Il mio malditesta
Il mio malditesta è un singolo dei Bluvertigo del 1997 estratto dall'album Metallo non metallo.

## Tracce
1. Il mio malditesta (Radio edit)
2. Il mio malditesta (Club Mix)